# Bolbostemma paniculatum
Bolbostemma paniculatum là một loài thực vật có hoa trong họ Cucurbitaceae. Loài này được Karl Maximovich mô tả khoa học đầu tiên năm 1859 dưới danh pháp Mitrosicyos paniculatus. Năm 1930, Robert Fernand Franquet chuyển nó sang chi Bolbostemma.
Nếu gộp trong chi Actinostemma thì danh pháp của nó là Actinostemma paniculatum Maxim. ex Cogn., 1881.

## Phân bố
Loài đặc hữu Trung Quốc. Môi trường sống là dốc núi, tại các tỉnh Cam Túc, Hà Bắc, Hà Nam, tây bắc Hồ Nam, Thiểm Tây, Sơn Đông, Sơn Tây, đông và nam Tứ Xuyên. Tại đây nó được gọi là 假贝母 (giả bối mẫu).